# Megaselia turgidilla
Megaselia turgidilla är en tvåvingeart som beskrevs av Borgmeier 1967. Megaselia turgidilla ingår i släktet Megaselia och familjen puckelflugor. Inga underarter finns listade i Catalogue of Life.